# Саиди, Абдельрахман
Абдельрахман Саиди (швед. Abdelrahman Saidi; род. 13 августа 1999, Хальмстад) — шведский футболист, полузащитник клуба «Хаммарбю».

## Клубная карьера
Футболом начал заниматься в «Норрбю», где выступал за различные юношеские и молодёжные команды. В 2016 году стал привлекаться к занятиям с основным составом, а в июне того же года впервые попал в заявку клуба на игру шведского Дивизиона 1, но на поле не появился. По итогам сезона «Норрбю» занял второе место в турнирной таблице и получил право играть на будущий год в дивизионе выше. 21 мая 2017 года Саиди дебютировал за основную команду в матче Суперэттана с «Вернаму». Полузащитник вышел в стартовом составе и провёл на поле все 90 минут. В следующей игре с «Фреем» Саиди забил свой первый мяч в карьере, отличившись на 37-й минуте встречи, поучаствовав тем самым в разгроме соперника (3:0). За четыре сезона клуба в Суперэттане Абдельрахман принял участие в 105 матчах во всех турнирах, в которых забил 16 мячей. По итогам сезона 2020 года «Норрбю» вылетел в первый дивизион, а Саиди покинул команду.
8 февраля 2021 года подписал контракт с «Дегерфорсом». Срок соглашения рассчитан до конца 2023 года. 22 февраля сыграл первую игру в составе нового клуба. В матче группового этапа кубка Швеции с «Эльфсборгом» Саиди вышел на поле в середине второго тайма, заменив Ферхада Аяза. 12 апреля дебютировал в чемпионате Швеции, выйдя на замену в гостевой встрече с АИК. 13 мая в матче с «Норрчёпингом» забил первый мяч в Аллсвенскане, сравняв счёт на 57-й минуте игры, чем принёс ничью своей команде.

## Карьера в сборных
В октябре 2019 года в составе юношеской сборной Швеции принимал участие в товарищеском турнире трёх сборных, на котором провёл одну встречу. 14 октября Саиди вышел в стартовом составе Норвегией и провёл весь матч, завершившийся победой шведов со счётом 3:2.

## Клубная статистика
| Выступление      | Выступление      | Выступление      | Лига | Лига | Кубки | Кубки | Конт. кубки | Конт. кубки | Итого | Итого |
| Клуб             | Лига             | Сезон            | Игры | Голы | Игры  | Голы  | Игры        | Голы        | Игры  | Голы  |
| ---------------- | ---------------- | ---------------- | ---- | ---- | ----- | ----- | ----------- | ----------- | ----- | ----- |
| Норрбю           | Суперэттан       | 2017             | 17   | 2    | 1     | 0     | 0           | 0           | 18    | 2     |
| Норрбю           | Суперэттан       | 2018             | 25   | 3    | 4     | 0     | 0           | 0           | 29    | 3     |
| Норрбю           | Суперэттан       | 2019             | 27   | 4    | 4     | 0     | 0           | 0           | 31    | 4     |
| Норрбю           | Суперэттан       | 2020             | 26   | 7    | 1     | 0     | 0           | 0           | 27    | 7     |
| Норрбю           | Итого            | Итого            | 95   | 16   | 10    | 0     | 0           | 0           | 105   | 16    |
| Дегерфорс        | Аллсвенскан      | 2021             | 6    | 1    | 4     | 1     | 0           | 0           | 10    | 2     |
| Дегерфорс        | Итого            | Итого            | 6    | 1    | 4     | 0     | 0           | 0           | 10    | 1     |
| Всего за карьеру | Всего за карьеру | Всего за карьеру | 101  | 17   | 14    | 1     | 0           | 0           | 115   | 18    |